# Brasserie du Pays flamand
La Brasserie du Pays Flamand est une brasserie installée à Blaringhem et à Merville, à la frontière de la Flandre française et de l'Artois, dans le département du Nord.

## Distinctions
- 2021 : Prix de la meilleure bière blonde pour l'Anosteké blonde au World Beer Awards[2]
- 2025 : Médaille d'or pour les Bracine Pale-Ale et Bracine Triple au Concours général agricole[3]
- 2025 : Médaille d'argent pour l'Anosteke Saison et l'Anosteke NEIPA au Concours général agricole[3]
- 2025 : Médaille de bronze pour la Bracine Amber, l'Anosteke Blonde et la Bracine Porter au Concours général agricole[3]